# Martersäule (Oberthulba)

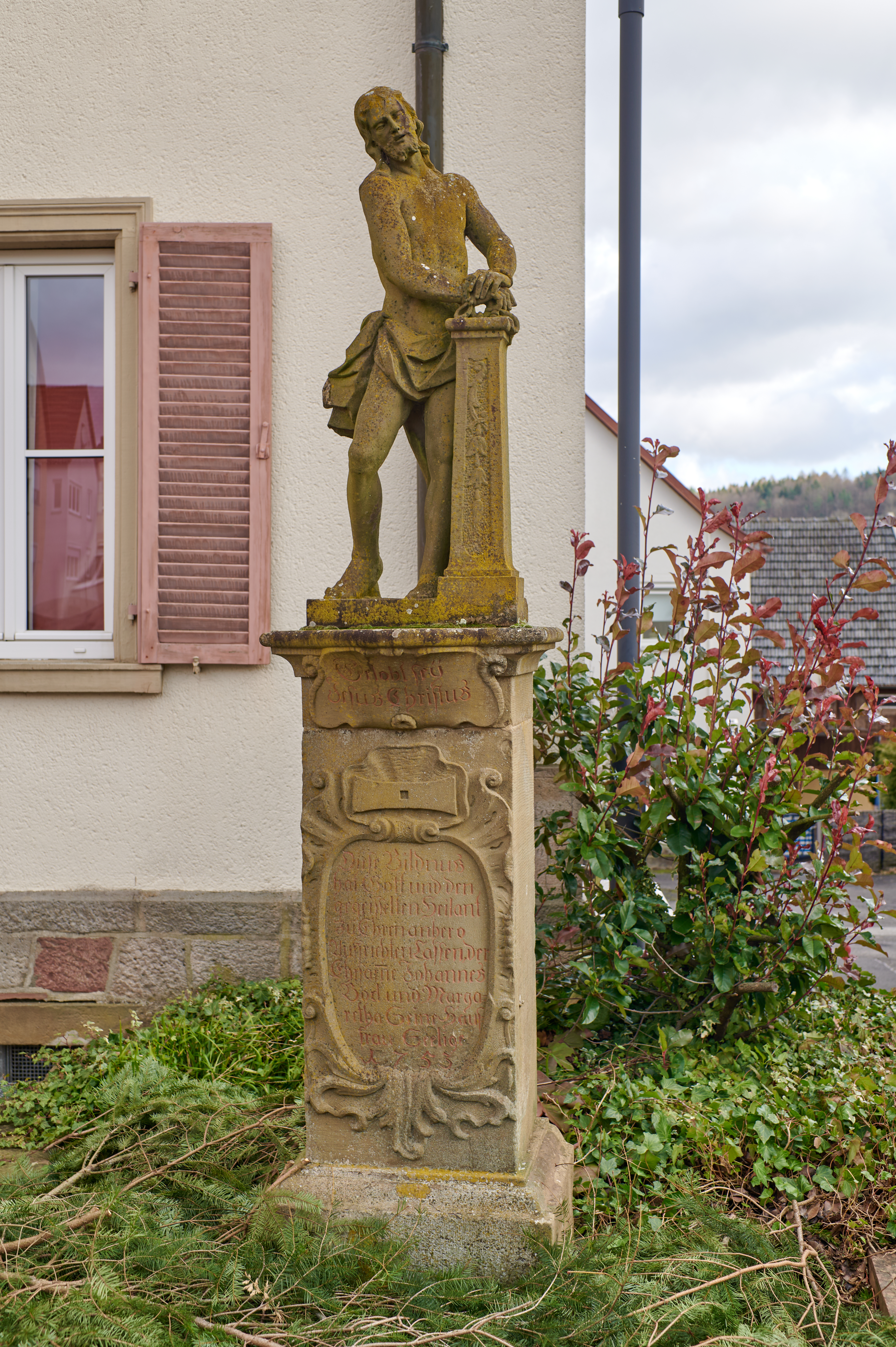
Martersäule beim Oberthulba.

Die Martersäule Oberthulba befindet sich im Markt Oberthulba im unterfränkischen Landkreis Bad Kissingen. Sie gehört zu den Baudenkmälern von Oberthulba und ist unter der Nummer D-6-72-139-75 in der Bayerischen Denkmalliste registriert.

## Beschreibung
Die 250 cm hohe Martersäule besteht aus gelbem Sandstein und entstand im Jahr 1753. Die Martersäule stand früher mal vor der St. Johannes der Täufer-Kirche. Die Christusfigur ist 125 cm hoch.
Die Martersäule ist an der Vorderfläche mit einem Blütenstab geschmückt. Darunter steht in einer geschwungenen Blende: „Gelobt Sey Jesus Christus“. In einem ovalen Feld steht folgende Inschrift:

„Diese Bildnuß Hat Gott Und Dem

Gegeisselten Heilant

Zu Ehren Anhero

Aufrichten Lassen Der

Ehrsamme

Bod Und Marga

Retha Seine Hausfrau Seelige

1753“